# Веснянка (Білоцерківський район)
Весня́нка — село в Україні, у Володарській селищній громаді Білоцерківського району Київської області. Населення становить 130 осіб.

## Історія
17 липня 1965 р. видано рішення виконавчого комітету Київської обласної ради депутатів трудящих № 581 Про адміністративно-територіальні зміни в окремих районах області, відповідно до якого: новоутворене поселення Антонівського відділення Городище-Пустоварівського цукрового комбінату Тетіївського району включене в облікові дані з присвоєнням йому назви селище Веснянка із підпорядкуванням Городище-Пустоварівській сільраді.
25 жовтня 2024 року, відповідно до Розпорядження Кабінету Міністрів України № 1047-р «Про віднесення селища Веснянка Білоцерківського району Київської області до категорії сіл», селище було віднесене до категорії сіл.